# Platform Controller Hub

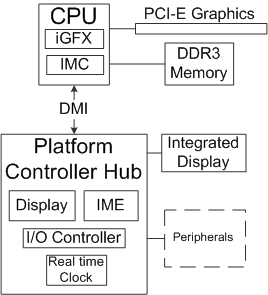
Blokové schéma architektury čipové sady používající Platform Controller Hub

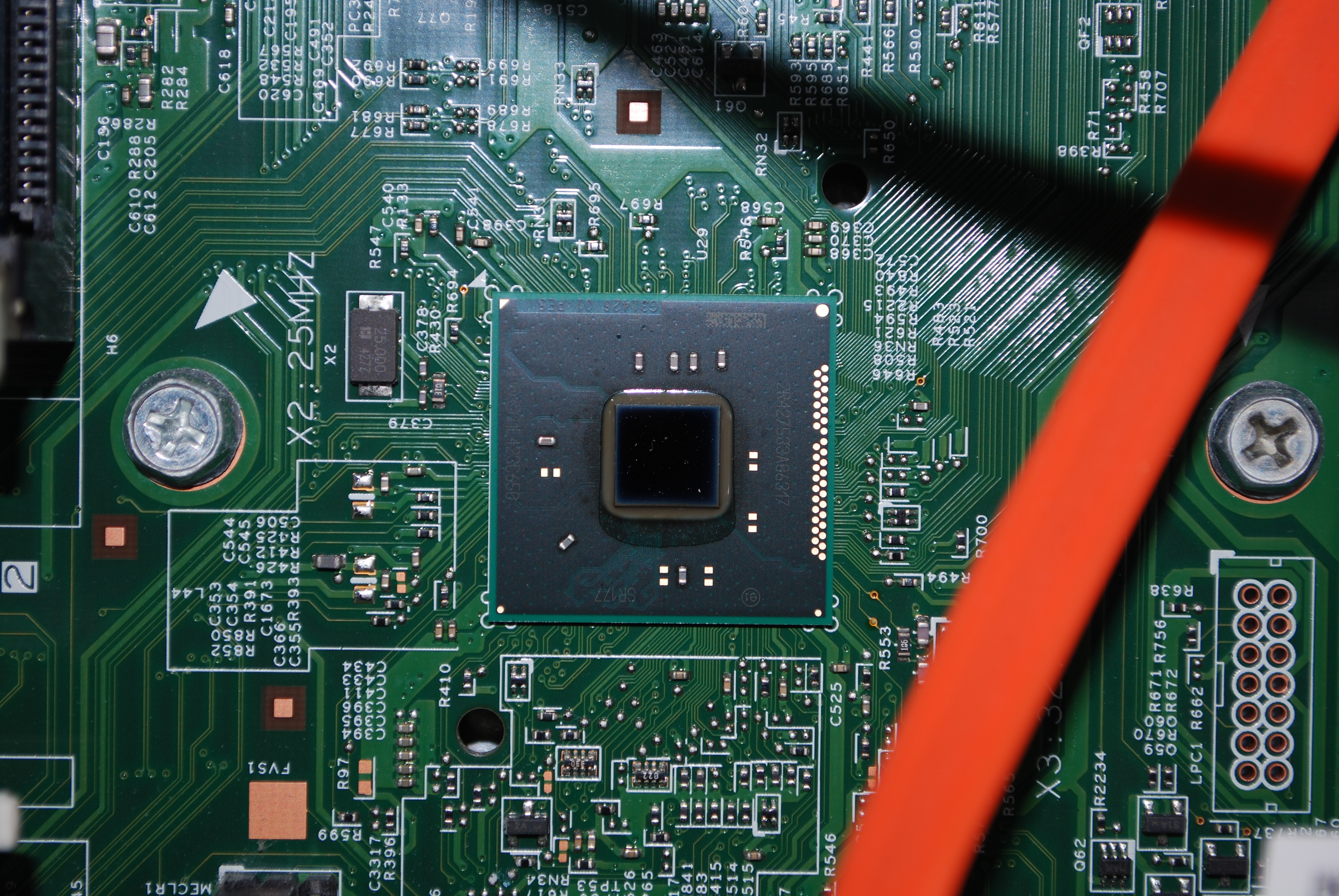
Intel PCH DH82H81 s odkrytým čipem

Platform Controller Hub (PCH) je rodina čipových sad tvořených jedním obvodem firmy Intel představená v roce 2009. Je následníkem Intel Hub Architecture, která používala dva obvody – northbridge a southbridge, a poprvé se objevila v roce 2008 s Intel řady 5.
PCH řídí určité datové cesty a podporuje funkce používané procesory firmy Intel, jako je taktování (systémové hodiny), Flexible Display Interface (FDI) a Direct Media Interface (DMI). FDI se používá pouze tehdy, když má čipová sada podporovat procesor s GPU. Zajišťování vstupně/výstupních funkcí je mezi centrální hub a CPU rozděleno jinak než v předchozí architektuře: některé funkce northbridge, řadiče paměti a PCIe linky byly integrovány do CPU, a zbývající funkce přebírá PCH spolu s funkcemi, které dříve zajišťoval southbridge. Ekvivalent PCH pro procesory AMD se nazývá prostě chipset (čipová sada), od architektury Zen z roku 2017 se již nepoužívá název Fusion controller hub.

## Úvod

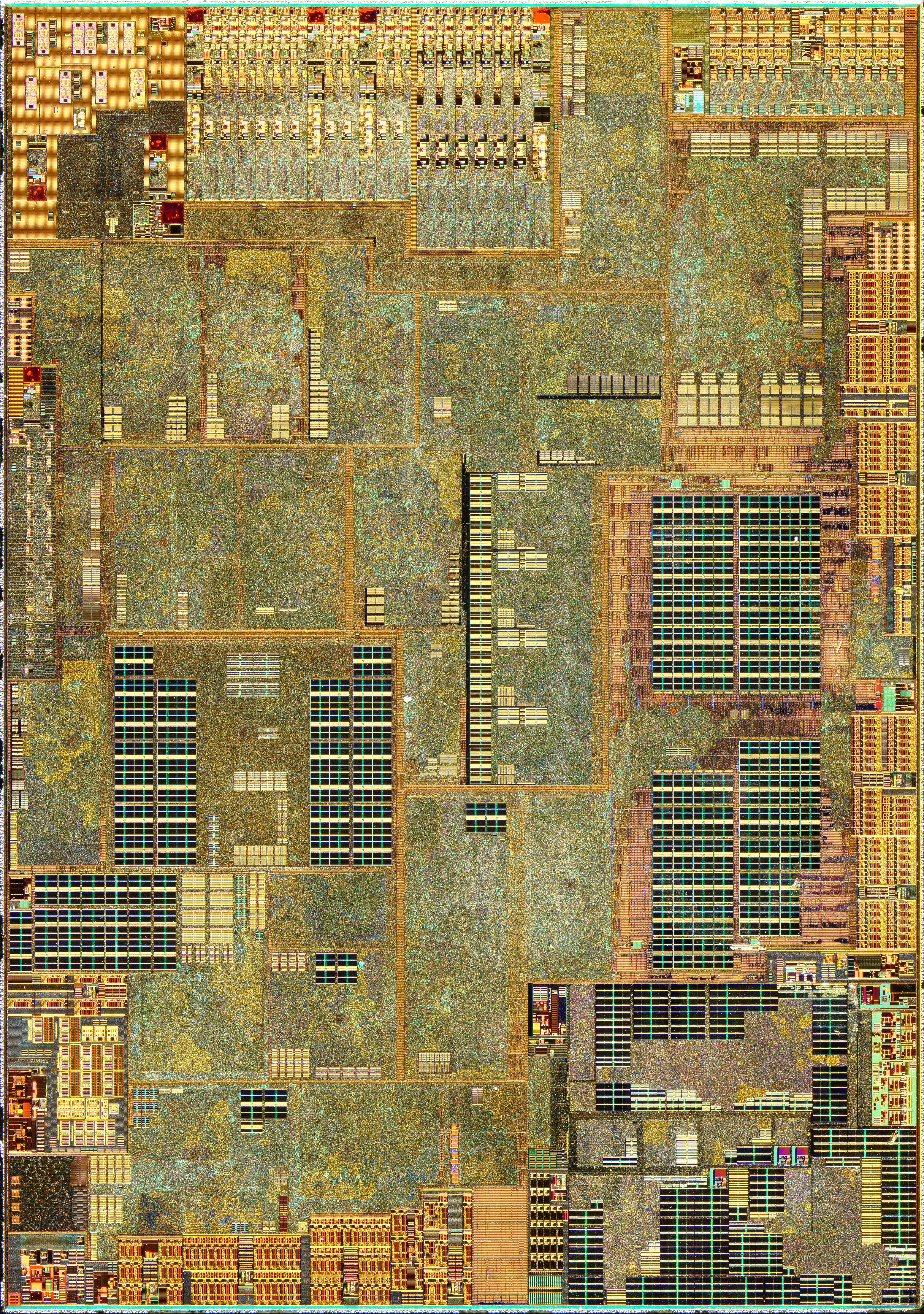
Čip Intel Cannon Lake Platform Controller Hub

Architektura PCH nahrazuje předchozí verzi Intel Hub Architecture, u níž se kvůli postupnému růstu rychlosti nových procesorů bez změny rychlosti Front Side Bus (FSB) (spojení mezi CPU a základní deskou) začalo projevovat výkonnostní úzké hrdlo mezi procesorem a základní deskou.
Základní deska v Intel Hub Architecture byla osazena dvěma obvody: northbridge a southbridge. Aby se odstranilo úzké hrdlo mezi nimi, bylo v PCH přerozděleny funkce, které tyto dva obvody vykonávaly v dřívější čipových sadách. Northbridge a jeho funkce jsou nyní zcela odstraněny: řadič paměti, většina PCI Express linek pro rozšiřující karty a další funkce northbridge jsou nyní začleněny přímo do CPU jako systémový agent (Intel) nebo realizovány na V/V čipu umístěném v pouzdře procesoru (AMD Zen 2).
Několik zbývajících funkcí northbridge (například taktování) pak vykonává PCH spolu s všemi funkcemi southbridge. Systémové hodiny, které byly dříve externí, jsou začleněny do PCH. Mezi PCH a CPU existují dvě jiná spojení: Flexible Display Interface (FDI) a Direct Media Interface (DMI). FDI se používá, pouze když čipová sada vyžaduje podporu integrované grafiky v procesoru. Také Intel Management Engine byl počínaje procesory Nehalem a čipovými sadami Intel řady 5 přesunut do PCH. Čipové sady firmy AMD jsou propojené několika PCIe linkami s CPU a stejně jako CPU poskytují i vlastní PCIe linky.
Díky integraci funkcí northbridge do CPU byla uvolněna větší část šířka pásma potřebná pro čipové sady.
Tento styl začal v Nehalem a bude přetrvávat i v dohledné budoucnosti včetně Cannon Lake.

### Odklon od PCH
Počínaje architekturou Broadwell s ultranízkým příkonem a mobilními procesory Skylake začlenil Intel southbridge I/O řadiče do pouzdra CPU, takže místo samostatného PCH používá tzv. systém v pouzdře (SOP), v němž jsou v jednom pouzdře dva čipy; větší čip obsahuje CPU, menší čip PCH. Tyto SOPy již nepoužívají DMI, ale z integrovaného řadiče vedou přímo PCIe linky, SATA, USB, a HDA linky, a SPI/I²C/UART/GPIO linky pro senzory. Stejně jako z procesorů kompatibilních s PCH z nich vedou linky pro DisplayPort, RAM, a System Management Bus. Až do řady Cannon Lake však součástí nebyl plně integrovaný regulátor napětí.

## Ibex Peak
PCH se poprvé objevilo s kódovým jménem Ibex Peak v čipové sadě Intel řady 5.
Ibex Peak má následující varianty:
- BD3400 (PCH 3400) pro servery
- BD3420 (PCH 3420) pro servery
- BD3450 (PCH 3450) pro servery
- BD82P55 (PCH P55) pro základní stolní počítače
- BD82H55 (PCH H55) pro domácí stolní počítače
- BD82H57 (PCH H57) pro domácí stolní počítače
- BD82Q57 (PCH Q57) pro kancelářské stolní počítače
- BD82PM55 (PCH PM55) pro základní mobilní použití
- BD82HM55 (PCH HM55) pro domácí mobilní použití
- BD82HM57 (PCH HM57) pro domácí mobilní použití
- BD82QM57 (PCH QM57) pro kancelářské mobilní použití
- BD82QS57 (PCH QS57) pro SFF mobilní použití

### Chyby
- PCH se stolním CPU se 6 USB porty (3420, H55) na prvním EHCI řadiči detekuje neexistující USB porty. Může se to stát, když je po vstupu do ACPI S4 vypnuto napájení z elektrické sítě. Obnovení napájení z elektrické sítě a probuzení z S4 může způsobit, že USB zařízení nebudou detekována nebo budou nefunkční (erratum 12)
- Mobilní PCH se 6 USB porty (HM55) na prvním EHCI řadiči detekuje neexistující USB porty. Může se to stát, když je po vstupu do ACPI S4 vypnuto napájení z elektrické sítě a baterie. Obnovení napájení z elektrické sítě nebo z baterie a probuzení z S4 může způsobit, že USB zařízení nebudou detekována nebo budou nefunkční (erratum 13)
- Čtení komparátoru časovače HPET okamžitě po zápisu vrátí starou hodnotu (erratum 14)
- Při studeném startu nebo po ACPI S3, S4 obnovení nelze detekovat SATA 6 Gbit/s zařízení (erratum 21)

## Langwell
Langwell je kódové jméno PCH v platformě Moorestown pro mobilní internetová zařízení (MID) a chytré telefony. pro mikroprocesory Atom Lincroft.
Má následující varianty:
- AF82MP20 (PCH MP20)
- AF82MP30 (PCH MP30)

## Tiger Point

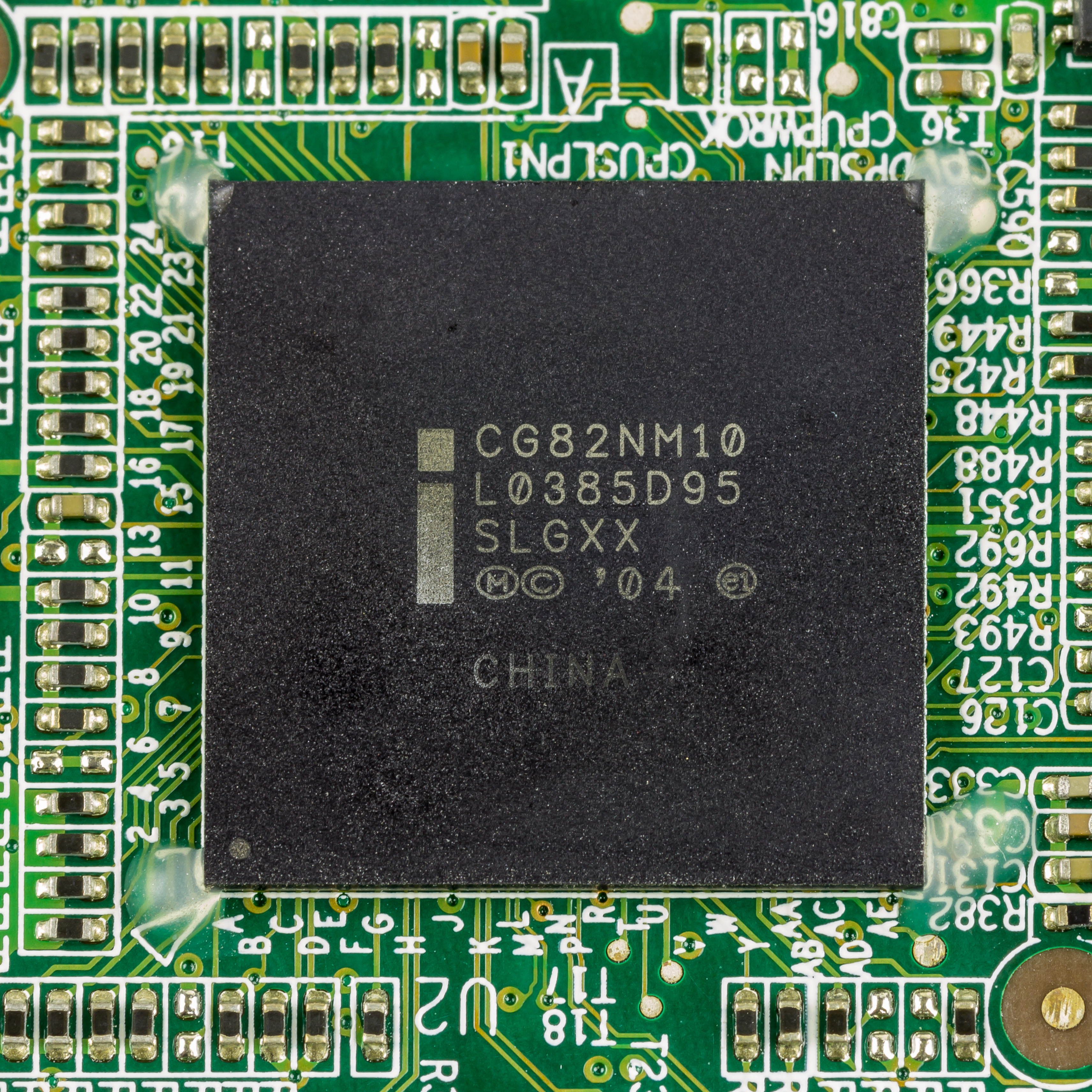
Intel CG82NM10

Tiger Point je kódové jméno PCH v čipové sadě Pine Trail pro netbooky pro mikroprocesory Atom Pineview.
Má následující varianty:
- CG82NM10 (PCH NM10)

## Topcliff
Topcliff je kódové jméno PCH v čipové sadě Queens Bay pro vestavěné platformy pro mikroprocesory Atom Tunnel Creek.
Je propojena s procesorem pomocí PCIe (zatímco jiné PCH používají DMI).
Má následující varianty:
- CS82TPCF (PCH EG20T)

## Cougar Point
Cougar Point je kódové jméno PCH v čipové sadě Intel řada 6 pro mobilní a stolní počítače i pro pracovní stanice a servery. Je určený pro procesory Sandy Bridge.
Má následující varianty:
- BD82C202 (PCH C202) Server
- BD82C204 (PCH C204) Server
- BD82C206 (PCH C206) Pracovní stanice / Server
- BD82P67 (PCH P67) pro základní stolní počítače
- BD82H67 (PCH H67) pro domácí stolní počítače
- BD82H61 (PCH H61) pro domácí stolní počítače
- BD82Z68 (PCH Z68) Kombinovaný pro základní stolní počítače a domácí počítače
- BD82B65 (PCH B65) pro kancelářské stolní počítače
- BD82Q67 (PCH Q67) pro kancelářské stolní počítače
- BD82Q65 (PCH Q65) pro kancelářské stolní počítače
- BD82HM65 (PCH HM65) mobilní Home
- BD82HM67 (PCH HM67) mobilní Home
- BD82QM67 (PCH QM67) mobilní Office
- BD82QS67 (PCH QS67) mobilní SFF
- BD82UM67 (PCH UM67) Ultra mobilní

### Problémy
V první měsíc po vydání Cougar Point v lednu 2011 Intel zveřejnil tiskové prohlášení uvádějící, že byla objevena chyba návrhu. Konkrétně na tranzistoru v taktovacím stromě fázového závěsu 3 Gbit/s bylo příliš vysoké napětí, které mělo způsobovat selhání 3 Gbit/s SATA portů s pravděpodobností 5–15 % během tří let často používaných pro externí pevné a optické disky. Chyba v revizi B2 čipové sady byla opravena v B3. V Z68 tato chyba nebyla, protože revize B2 pro ni nikdy nebyla vydána. 6 Gbit/s porty ovlivněny nebyly. Tato chyba byla velkým problémem u čipové sady H61, které měla pouze 3 Gbit/s SATA porty. Intel plánoval prostřednictvím OEM výrobců opravit nebo nahradit všechny postižené čipy v ceně $700 miliónů dolarů.
Téměř všechny vyrobené základní desky používající čipovou sadu Cougar Point byly navrženy pro procesory Sandy Bridge a později Ivy Bridge. Firma ASRock vyráběla základní desku P67 Transformer pro procesory LGA 1156 používající čipovou sadu P67. Ta byla určena pro procesory Lynnfield Core i5/i7 a Xeon používající LGA 1156 soket. Po stažení čipové sady B2 Cougar Point firma ASRock rozhodl neaktualizovat základní desku P67 Transformer, a její výroba byla ukončena. Někteří malí čínští výrobci vyrábějí základní desky LGA 1156 s čipovou sadou H61.

## Whitney Point
Whitney Point je kódové jméno PCH v Oak Trail tablet platforma pro mikroprocesory Atom Lincroft.
Má následující varianty:
- 82SM35 (PCH SM35)

## Panther Point

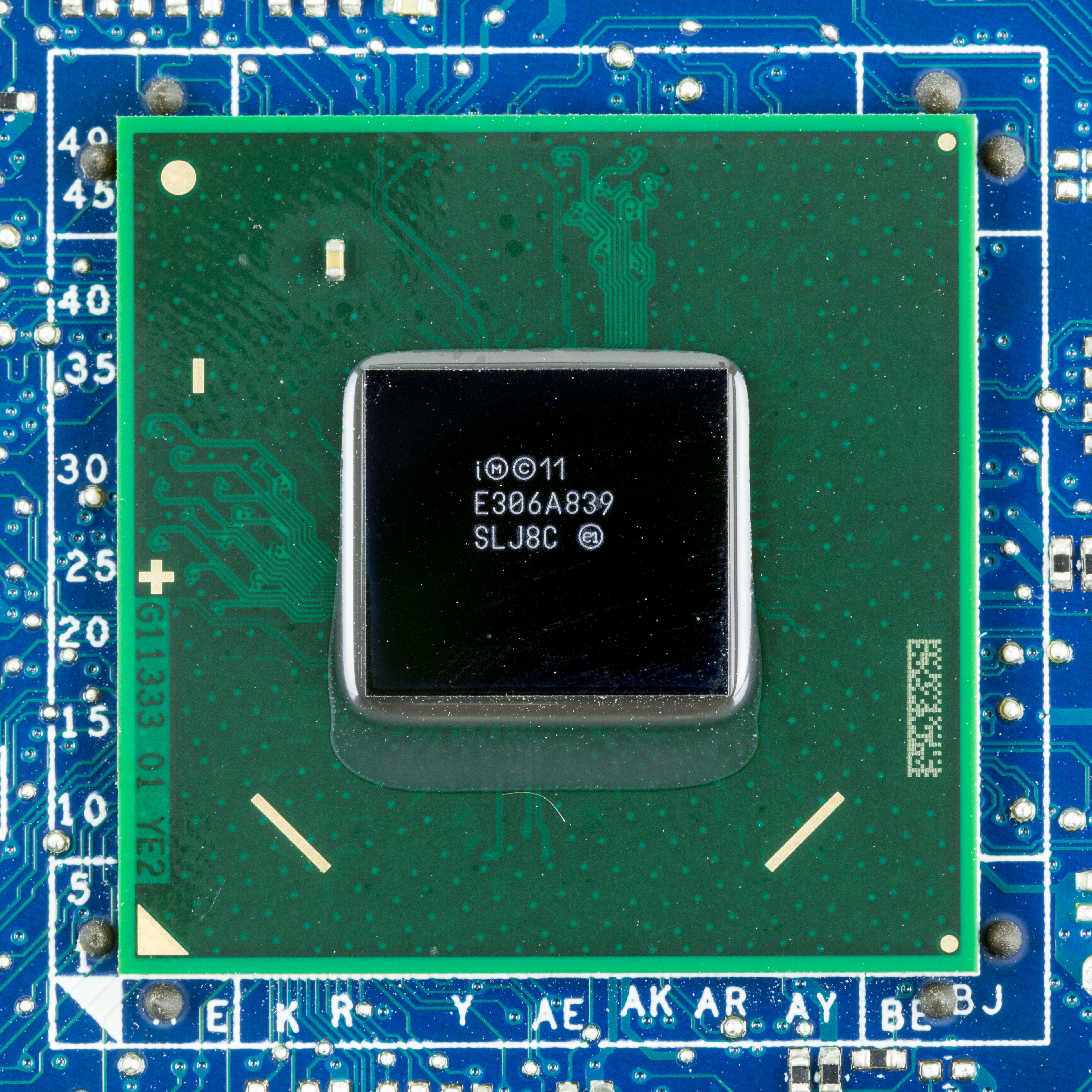
Intel BD82HM77 PCH Panther Point

Panther Point je kódové jméno PCH v čipové sadě Intel 7 pro mobilní i osobní počítače. Je určen pro procesory Ivy Bridge. Tyto čipové sady (kromě PCH HM75) mají integrovaný USB 3.0.
Má následující varianty:
- BD82C216 (PCH C216) Pracovní stanice/Server
- BD82H77 (PCH H77) pro domácí stolní počítače
- BD82Z77 (PCH Z77) kombinovaný pro základní stolní počítače a domácí počítače
- BD82Z75 (PCH Z75) kombinovaný pro základní stolní počítače a domácí počítače
- BD82B75 (PCH B75) pro kancelářské stolní počítače
- BD82Q77 (PCH Q77) pro kancelářské stolní počítače
- BD82Q75 (PCH Q75) pro kancelářské stolní počítače
- BD82HM77 (PCH HM77) mobilní Home
- BD82HM76 (PCH HM76) mobilní Home
- BD82HM75 (PCH HM75) mobilní Home
- BD82HM70 (PCH HM70) mobilní Home
- BD82QM77 (PCH QM77) mobilní Office
- BD82QS77 (PCH QS77) mobilní Office
- BD82UM77 (PCH UM77) Ultra mobilní

## Cave Creek
Cave Creek je kódové jméno PCH pro platformy Crystal Forest a procesory Gladden nebo Sandy Bridge-EP/EN.
- DH8900 (PCH 8900) Komunikace
- DH8903 (PCH 8903) Komunikace
- DH8910 (PCH 8910) Komunikace
- DH8920 (PCH 8920) Komunikace

## Patsburg
Patsburg je kódové jméno PCH v čipové sadě Intel 7 pro servery a pracovní stanice používající LGA 2011 soket. Původně byl uveden v roce 2011 jako část Intel X79 pro desktopové nadšence s procesory Sandy Bridge-E v platformě Waimea Bay. Patsburg byl pak používán pro serverovou platformu Sandy Bridge-EP (platforma byla nazývána Romley a procesory Jaketown, ale nakonec bylo použito označení Xeon řady E5-2600) dodávané od začátku roku 2012.
Procesory Ivy Bridge-E/EP uvedené na podzim roku 2013 (později označované jako Xeon řady E5-2600 v2) také pracují s PCH Patsburg, typicky po aktualizaci BIOSu.
Patsburg má následující varianty:
- BD82C602 (PCH C602) Server
- BD82C602J (PCH C602J) Server
- BD82C604 (PCH C604) Server
- BD82C606 (PCH C606) Pracovní stanice / Server
- BD82C608 (PCH C608) Pracovní stanice / Server
- BD82X79 (PCH X79) Pracovní stanice

## Coleto Creek
Coleto Creek je kódové jméno PCH určeného pro platformy Highland Forest a procesory Ivy Bridge.
- DH8925 (PCH 8925) Komunikace
- DH8926 (PCH 8926) Komunikace
- DH8950 (PCH 8950) Komunikace
- DH8955 (PCH 8955) Komunikace

## Lynx Point
Lynx Point je kódové jméno PCH v čipové sadě Intel řady 8, pro procesory Haswell se soketem LGA 1150. Čipová sada Lynx Point je připojena k procesoru primárně přes rozhraní Direct Media Interface (DMI).
Existují následující varianty:
- DH82C222 (PCH C222) Pracovní stanice/Server
- DH82C224 (PCH C224) Pracovní stanice/Server
- DH82C226 (PCH C226) Pracovní stanice/Server
- DH82H81 (PCH H81) pro domácí stolní počítače
- DH82H87 (PCH H87) pro domácí stolní počítače
- DH82Z87 (PCH Z87) Kombinovaný pro základní stolní počítače a domácí počítače
- DH82B85 (PCH B85) pro kancelářské stolní počítače
- DH82Q87 (PCH Q87) pro kancelářské stolní počítače
- DH82Q85 (PCH Q85) pro kancelářské stolní počítače
- DH82HM87 (PCH HM87) mobilní Home
- DH82HM86 (PCH HM86) mobilní Home
- DH82QM87 (PCH QM87) mobilní Office

Existují následující novější varianty známé také jako Wildcat Point, které také podporují procesory Haswell:
- DH82H97 (PCH H97) pro domácí stolní počítače
- DH82Z97 (PCH Z97) Kombinovaný pro základní stolní počítače a domácí počítače

### Problémy
Chyba v návrhu způsobovala, že zařízení zapojené k integrovanému USB 3.0 řadiči na Lynx Point bylo při probouzení systému z S3 stavu (Advanced Configuration and Power Interface) odpojeno, kvůli čemuž bylo třeba USB zařízení znovu připojit, naštěstí bez ztráty dat. Tato chyba byla opravena ve stepping level C2 čipové sady Lynx Point.

## Wellsburg
Wellsburg je kódové jméno pro PCH řady C610 podporující procesory Haswell (Core i7 Extreme), Xeon (Xeon E5-16xx v3 a Xeon E5-26xx v3) a Broadwell (Xeon E5-26xx v4). Obecně se podobná procesoru Patsburg, Wellsburg má při plném zatížení spotřebu pouze do 7 W.
Wellsburg má následující varianty:
- DH82029 (PCH C612), určená pro servery a pracovní stanice
- DHX99 (PCH X99), určená pro nadšence používající procesory Intel Core i7 59/69XX, ale je kompatibilní i s Xeony LGA 2011-3.

## Sunrise Point
Sunrise Point je kódové jméno PCH v čipové sadě Intel řady 100, pro procesory Skylake se soketem LGA 1151.
Existují následující varianty:
- GL82C236 (PCH C236) Pracovní stanice/Server
- GL82H110 (PCH H110) pro domácí stolní počítače
- GL82H170 (PCH H170) pro domácí stolní počítače (Note katalogový list spojový takový, který stránka je nesprávný, viz přes PCH HM170 níže)
- GL82Z170 (PCH Z170) Kombinovaný pro základní stolní počítače a domácí počítače
- GL82B150 (PCH B150) pro kancelářské stolní počítače
- GL82Q150 (PCH Q150) pro kancelářské stolní počítače
- GL82Q170 (PCH Q170) pro kancelářské stolní počítače
- GL82HM170 (PCH HM170) mobilní Home
- GL82CM236 (PCH CM236) mobilní Pracovní stanice
- GL82QM170 (PCH QM170) mobilní Office

## Union Point
Union Point je kódové jméno PCH v čipové sadě Intel řady 200, pro procesory Kaby Lake se soketem LGA 1151.
Existují následující varianty:
- GL82H270 (PCH H270) pro domácí stolní počítače
- GL82Z270 (PCH Z270) Kombinovaný pro základní stolní počítače a domácí počítače
- GL82B250 (PCH B250) pro kancelářské stolní počítače
- GL82Q250 (PCH Q250) pro kancelářské stolní počítače
- GL82Q270 (PCH Q270) pro kancelářské stolní počítače

## Lewisburg
Lewisburg je kódové jméno pro PCH řady C620 podporující procesory LGA 2066 se soketem Skylake/Kaby Lake (“Skylake-W“ Xeon).
Lewisburg má následující varianty:
- EY82C621 (PCH C621), určený pro servery a pracovní stanice
- EY82C622 (PCH C622), určený pro servery a pracovní stanice
- EY82C624 (PCH C624), určený pro servery a pracovní stanice
- EY82C625 (PCH C625), určený pro servery a pracovní stanice
- EY82C626 (PCH C626), určený pro servery a pracovní stanice
- EY82C627 (PCH C627), určený pro servery a pracovní stanice
- EY82C628 (PCH C628), určený pro servery a pracovní stanice

## Basin Falls
Basin Falls je kódové jméno pro PCH řady C400, podporující procesory Skylake/Kaby Lake (branded Core i9 Extreme a „Skylake-W“ Xeon). Obecně se podobá procesoru Wellsburg, Basin Falls má při plném zatížení spotřebu pouze do 6 W.
Basin Falls má následující varianty:
- GL82C422 (PCH C422), určená pro servery a pracovní stanice
- GL82X299 (PCH X299), určená pro nadšence používající procesory Intel Core i9 76-79XX, ale je také kompatibilní s Xeony LGA 2066.

## Cannon Point
Cannon Point je kódové jméno PCH v čipové sadě Intel řady 300, pro procesory Coffee Lake se soketem LGA 1151.
Existují následující varianty:
- FH82H310 (PCH H310) pro domácí stolní počítače
- FH82H370 (PCH H370) pro domácí stolní počítače
- FH82Z370 (PCH Z370) Kombinovaný pro základní stolní počítače a domácí počítače
- FH82B370 (PCH B360) pro kancelářské stolní počítače
- FH82Q370 (PCH Q370) pro kancelářské stolní počítače
- FH82HM370 (PCH HM370) mobilní Home
- FH82QM370 (PCH QM370) mobilní Office
- FH82CM246 (PCH CM246) mobilní Pracovní stanice